# Alexander von Rössing

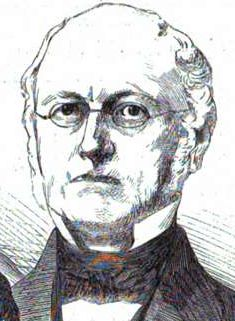
Alexander von Rössing, 1867. Grafik von Hermann Scherenberg.

Alexander Ernst August Thomas Freiherr von Rössing (* 25. September 1818 in Osnabrück; † 1. November 1906 in Hannover) war Gutsbesitzer, Landrat und Mitglied des Reichstags des Norddeutschen Bundes.

## Leben
Alexander von Rössing studierte Rechtswissenschaften an der Universität Göttingen und wurde 1838 Mitglied des Corps Lunaburgia. Er übernahm bereits im Alter von 27 Jahren den Gutsbesitz seines verstorbenen Vaters in Rössing, trotzdem verfolgte Rössing seine Laufbahn als Jurist weiter, war 1852 Obergerichtsrat und wurde 1855 Staatsanwalt. Er war außerdem von 1859 bis 1866 Land- und Schatzrat in Hannover und hatte zahlreiche weitere Ämter. Von 1862 bis 1866 war er der Präsident des Deutschen Reformvereins im Königreich Hannover, von 1856 bis 1866 Abgeordneter im hannoverschen Parlament und von 1867 bis 1890 im hannoverschen Provinziallandtag.
1867 war er Mitglied des Konstituierenden Reichstags des Norddeutschen Bundes für den Wahlkreis Hannover 9 (Hameln, Linden, Springe) und die Bundesstaatlich-konstitutionelle Vereinigung.